# Mind touch
『mind touch』（マインド・タッチ）は、栗林みな実の5枚目のアルバム。2010年4月21日にLantisから発売された。

## 概要
新曲2曲とシングル収録曲10曲、セルフカバー1曲で構成。初回生産分はスリーブ仕様となっており、スペシャルブックレットが封入されている。本作に先行してシングル「冥夜花伝廊」がリリースされているが、そちらは未収録となっている。

## 収録曲
1. mind touch [4:48]
作詞・作曲：栗林みな実、編曲：飯塚昌明
2. earth trip [5:08]
作詞・作曲：栗林みな実、編曲：飯塚昌明
オンラインゲーム『グランディアオンライン』イメージソング
3. Miracle Fly [4:37]
作詞：栗林みな実、作曲・編曲：菊田大介
テレビアニメ『宇宙をかける少女』オープニングテーマ
4. unripe hero [4:16]
作詞：栗林みな実、作曲・編曲：齋藤真也
テレビアニメ『ブラスレイター』オープニングテーマ
5. 桜時計 [4:32]
作詞：栗林みな実、作曲・編曲：齋藤真也
シングル「Love Jump」カップリング曲
6. Finality blue [4:10]
作詞：畑亜貴、作曲・編曲：宅見将典
OVA『舞-乙HiME 0〜S.ifr〜』第1巻主題歌
7. Heart All Green [4:48]
作詞：栗林みな実、作曲・編曲：齋藤真也
シングル「Finality blue」カップリング曲
OVA『舞-乙HiME 0〜S.ifr〜』第2巻主題歌
8. ここにあったね [4:47]
作詞：畑亜貴、作曲・編曲：黒須克彦
シングル「Finality blue」カップリング曲
OVA『舞-乙HiME 0〜S.ifr〜』第3巻主題歌
9. spring chime [4:10]
作詞・作曲：栗林みな実、編曲：飯塚昌明
OVA『君が望む永遠 〜Next Season〜』第2巻初回限定版同梱CD収録の、涼宮茜（cv.水橋かおり）イメージソングのセルフカバー。
10. pregare [5:39]
作詞・作曲：栗林みな実、編曲：虹音
シングル「earth trip」カップリング曲
オンラインゲーム『グランディアオンライン』イメージソング
11. sympathizer [4:15]
作詞：栗林みな実、作曲・編曲：菊田大介
テレビアニメ『黒神 The Animation』オープニングテーマ
12. CHANGE THE FUTURE [4:36]
作詞・作曲：栗林みな実、編曲：齋藤真也
PCゲーム『シェイプシフター』オープニングテーマ
13. あんりある♡パラダイス [4:21]
作詞・作曲：栗林みな実、編曲：飯塚昌明
テレビアニメ『けんぷファー』オープニングテーマ